# Aplikatna os
Aplikátna ós ali os z (pogovorno z-ós) je tretja os v pravokotnem koordinatnem sistemu. Koordinata, ki jo ta os določa, se imenuje aplikata ali koordinata z. Včasih se izraz aplikata uporablja tudi za aplikatno os, a tako izražanje ni matematično pravilno. 
V trirazsežnem koordinatnem sistemu je os z praviloma navpična (osi x in y pa sta vodoravni).